# Shigeru Uehara
Pour les articles homonymes, voir Uehara.
Shigeru Uehara (上原 繁, Uehara Shigeru) est un ingénieur automobile né le 5 septembre 1947 à Tōkyō. 
Il a notamment participé au développement de la Honda NSX puis à celui de la Honda S2000. Avant sa retraite, en 2007, il conçut la S2000 Type S ou CR aux États-Unis. 
En 1971, il rejoint la recherche chez Honda R&D Co., Ltd. Il sera à la base de la conception en aluminium de la NSX, son leitmotiv étant d'« améliorer les performances d'un véhicule via un moteur et un châssis efficaces plutôt que de simplement augmenter la puissance ».